# Charlie Francis
Charles Francis (13 de outubro de 1948 - 12 de maio de 2010) foi um treinador de atletismo, mais notável por ser o treinador do velocista Ben Johnson, o primeiro competidor a ter despojada uma medalha de ouro olímpica pelo uso de substâncias proibidas, e os velocistas Angella Issajenko, Mark McKoy e Williams Desai. Francis foi banido pela federação canadense de atletismo após a sua admissão no inquérito Dubin 1989, que ele havia introduzido Johnson aos esteróides.